# CIEL-FM
Pour l'ancienne station montréalaise CIEL-MF (1977-2000), voir CHMP-FM
CIEL FM est une station de radio québécoise basée à Rivière-du-Loup appartenant à Groupe Radio Simard. Elle diffuse à la fréquence 103,7 MHz, avec une puissance apparente rayonnée de 60 000 watts. La station est affiliée au réseau Cogeco Média.
Elle est, avec CIBM-FM, l'une des deux radios locales de Rivière-du-Loup. Ces deux stations sont situées au 64 rue Hôtel-de-Ville à Rivière-du-Loup, et appartiennent à Guy Simard, un des deux fils de Luc Simard. Guy Simard est également propriétaire de plusieurs autres stations, dont deux en Beauce, une à La Pocatière et une à Montmagny.

## Histoire
C'est la première station de radio ouverte à Rivière-du-Loup et une des plus anciennes au Québec qui soit toujours en opération. Au début, elle se nommait CJFP et diffusait sur la bande AM, soit à 1 400 kHz. Elle a été ouverte le 13 avril 1947 par des pionniers de la radio dont Luc Simard qui fut également le fondateur de la station de télé CKRT-DT de Rivière-du-Loup.
Le 21 juin 1995, elle a migré sur la bande FM, soit à 103,7 MHz.
Le 1er septembre 2001, elle a changé ses lettres d'appel et est devenue CIEL-FM.
De minuit à 6 h et de 17 h à 18 h 30 en semaine, CIEL-FM retransmet les émissions du 98,5 FM de Montréal.

## Territoire couvert
Rivière-du-Loup, Témiscouata, Les Basques, Kamouraska Est, Charlevoix Est. L'antenne principale est située sur le Mont Bleu au Témiscouata. Des répétitrices sont en opération à Témiscouata-sur-le-Lac (98,3 FM), à Pohénégamook (93,5 FM) et à Rivière-du-Loup/Trois-Pistoles (93,9 FM).

## Équipe

### Animateur vedette et Directeur des programmes
- Daniel St-Pierre

### Information
- Louis Deschênes
- Gilles Lebel

### Sports
- Kevin Beaulé

### Animateurs
- Sylvain Bureau
- Marilyne Fortin
- Rosalie Simard

### Chroniqueurs
- Gilles D'Amour
- Andrée Tremblay
- Marie Christine Ouellet
- Michel Bujold